# Tulipe nénuphar
Espèce
Classification phylogénétique
La Tulipe nénuphar (Tulipa kaufmanniana) est une espèce de plante à fleur originaire du Kazakhstan, de la famille des Liliacées.